# Карамас-Пельга
Карама́с-Пельга́ (рос. Карамас-Пельга, удм. Уддяди) — присілок у складі Кіясовського району Удмуртії, Росія.
На східній околиці присілка знаходиться гідрологічна пам'ятка природи «Джерело Саралі».
Населення — 575 осіб (2010; 685 у 2002).
Національний склад:
- удмурти — 92 %